# Màstec
El màstec, cama-roja, estaqueta, masteguera o messeguera (Chondrilla juncea) és una espècie de planta amb flors del gènere Chondrilla dins la família de les asteràcies (Asteraceae). És una planta nativa d'Europa, l'Àsia central i occidental i el nord d'Àfrica.
Addicionalment pot rebre els noms de cama-roges espinoses, cama-roja amarga, cama-roja d'arrel, cama-roja de rel, cama-roja dolça, enciam salvatge, estaquetes, fusell, fusells, ginestera, herba per a visc, llonja, màstecs, mastegueres, morret de bou, peu d'arpella, xicoies, xicoira i xicoira dolça. També s'han recollit les variants lingüístiques alotja, alotxa, camarotges espinoses, cames-roges espinoses, masseguer, mastec, mastecs, màsterecs, mosseguera, xicloina i xicòria.

## Descripció
Planta biennal o perenne verd grisosa, normalment amb tija solitària de fins a 1 m. Fulles caulinars inferiors oblanceolades, molt i irregularment dentades, amb pecíol alat, fulles superiors generalment petites, linears, enteres o finament dentades. Capítols grocs aproximadament d'1 cm de diàmetre, amb 9-12 flors. Involucre de 9-12 mm, amb bràctees linear-lanceolades, glabres o tomentoses. Aquenis amb pic prim. Floreix a l'estiu.

## Hàbitat
Habita en llocs oberts i secs.

## Taxonomia

### Varietats
Dins d'aquesta espècie es reconeixen les dues varietats següents :
- Chondrilla juncea var. juncea
- Chondrilla juncea var. longifolia Nasseh

### Sinònims
- Chondrilla acantholepis Boiss.
- Chondrilla brevirostris Fisch. i C.A.Mey.
- Chondrilla canescens Kar. i Kir.
- Chondrilla graminea M.Bieb.
- Chondrilla gummifera Iljin
- Chondrilla latifolia M.Bieb.
- Chondrilla virgata C.Presl in J.Presl & C.Presl [1822, Delic. Prag. : 116]
- Chondrilla rigens Rchb. [1831, Fl. Germ. Exc. : 271]
- Chondrilla laciniata Steven [1856, Bull. Soc. Imp. Naturalistes Moscou, 29 (2) : 410]
- Chondrilla intybacea Friv. [1835, Flora, 18 : 335]
- Chondrilla hispida Desf. [1829, Tabl. Écol. Bot. Paris, éd. 3 : 144]
- Chondrilla gaudinii Hegetschw. in Suter [1822, Fl. Helv., ed. 2, 2 : 162]
- Chondrilla crepoides Lam. [1786, Encycl. Méth. Bot., 2 : 77] non L. in Murray [1774]
- Chondrilla angustissima Hegetschw. [1839, Fl. Schweiz : 762]
- Chondrilla viminea Bubani [1899, Fl. Pyr., 2 : 105] non (L.) Lam. [1786] [nom. illeg.]
- Chondrilla lutea Dulac[3]

## Usos en la caça
S'extreu de la planta una substància semilíquida, dita alonja o llonja, de color rossa, molt aferradissa, que serveix per a fer visc per tal de caçar ocells.

## Propietats
Indicacions: usada com aperitiu. Sembla tenir propietats com a antioxidant.